# Stop Ecocide International

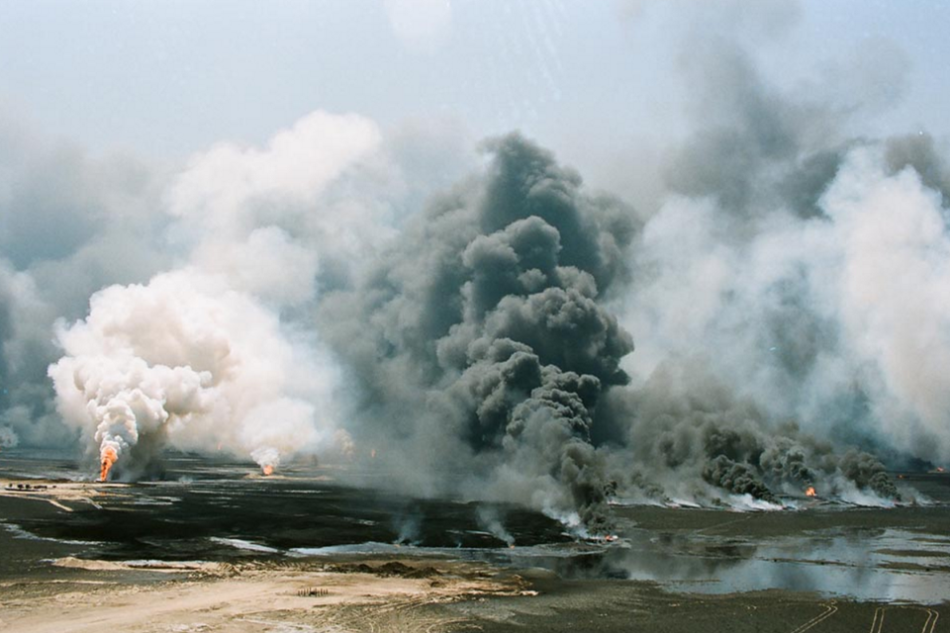
Війна має великий вплив на довкілля.

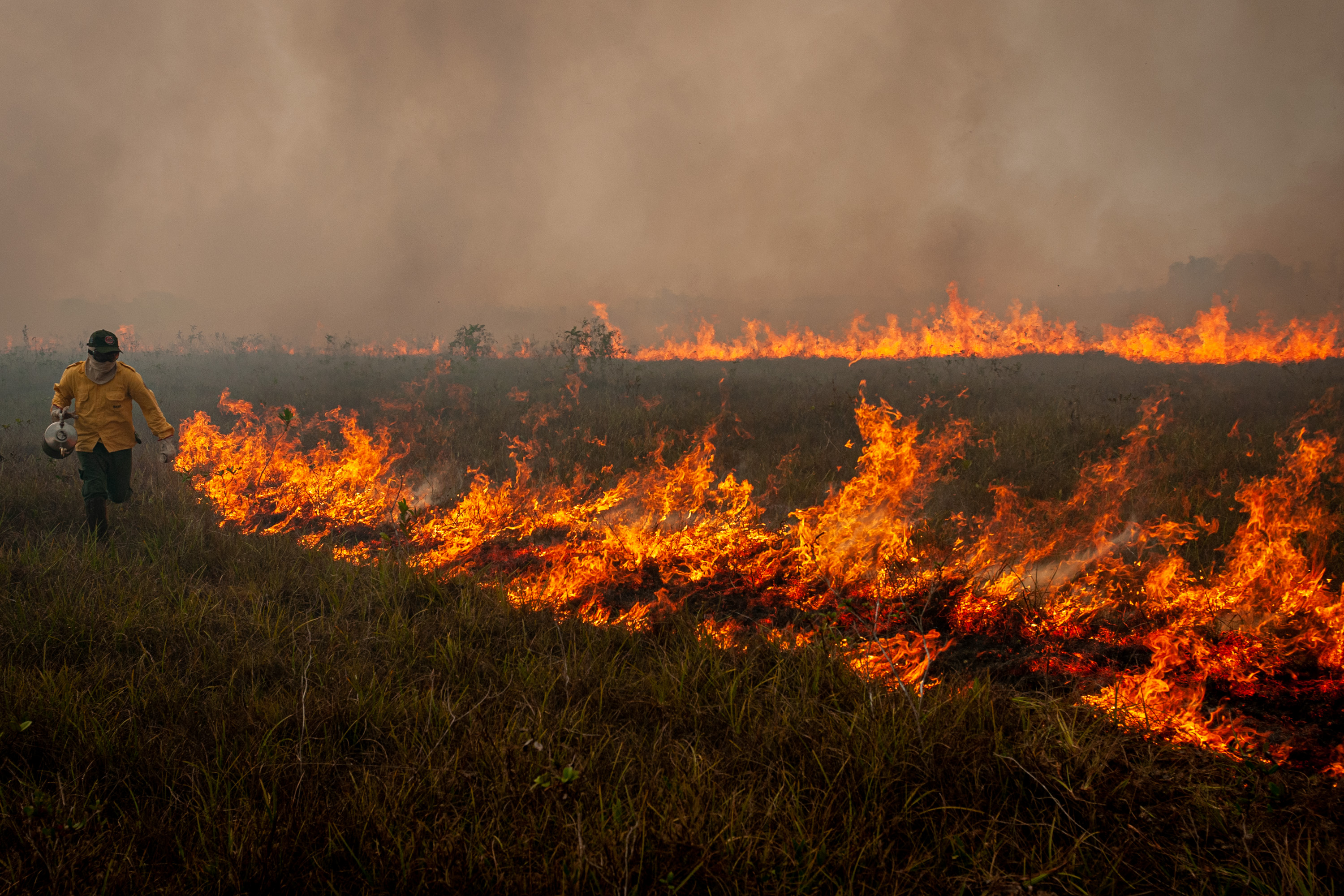
Величезні пожежі На фото пожежі в Амазонці.

Stop Ecocide International, також відома як SEI - міжнародною організацією. Stop Ecocide International прагне визнати екоцид міжнародним злочином і разом з ним викорінити деструктивні практики для захисту життєво важливих екосистем і позитивно змінити системи. Екоцид — це серйозна шкода навколишньому середовищу або екосистемі, спричинена людьми чи іншим видом, що ставить під загрозу виживання живих істот і навіть може призвести до повного знищення навколишнього середовища. Організація хоче залучити юристів, дипломатів і всі сектори громадянського суспільства до роботи, щоб екоцид був визнаний міжнародним злочином. З організацією пов'язаний фонд «Стоп екоцид», останній з яких має на меті збір коштів.

## Історія та організація
Stop Ecocidio International була заснована в 2017 році юристом Поллі Хіґґінс (1968—2019). Наразі поточним виконавчим директором є Джоджо Мехта. У 2010 році Поллі представила Юридичній комісії ООН визначення екоциду, в якому говориться: «Екоцид — це втрата, пошкодження або знищення екосистем даної території, в результаті чого мирне користування мешканцями було або буде значно обмежено». Папа Франциск згадав це визначення у своєму заклику зробити екоцид злочином (листопад 2019 р.).
Оскільки кампанія ставала все більш популярною в усьому світі, Поллі дуже хворіла на рак, який швидко поширювався. Вона померла без страждань 21 квітня 2019 року. Її мужність, рішучість і позитив залишалися незмінними до кінця, і вона дожила до того, як зростаючі рухи кліматичних активістів закликають до законодавства про екоцид.
SEI є рушійною силою та комунікаційним центром зростаючого глобального руху за перетворення екоциду на міжнародний злочин. Її основне завдання — активізація та розвиток глобальної підтримки екології. Для цього вони співпрацюють з дипломатами, політиками, юристами, лідерами бізнесу, неурядовими організаціями, корінними та релігійними групами, впливовими людьми, науковими експертами, громадськими рухами та окремими особами. Основна міжнародна команда розташована в багатьох частинах світу і керується Stop Ecocidio International Ltd з Великої Британії.

## Цілі
Є три основних:
- Визнання екоциду міжнародним злочином у Міжнародному кримінальному суді в Гаазі. Планується включити екоцид як п'ятий злочин у Римський статут Міжнародного кримінального суду.[6]
- Розглядати екоцид як національний і регіональний злочин і спостерігати та контролювати ефективне виконання всього законодавства, яке карає за екоцид.
- Виконання всіх дій, які пов'язані або можуть бути доречними для досягнення двох попередніх цілей.